# Andre Shinyashiki
Andre Bava Shinyashiki (San Paolo, 11 giugno 1997) è un calciatore brasiliano, attaccante dell'Arda Kărdžali.

## Caratteristiche tecniche
È un'ala sinistra.

## Carriera
Cresciuto nei Denver Pioneers e nel Des Moines Menace, nel 2017 è stato tesserato dai Colorado Rapids venendo inizialmente aggregato alla formazione Under-23.
Passato in prima squadra ad inizio 2019, ha debuttato in MLS il 3 marzo 2019 disputando l'incontro pareggiato 3-3 contro i Portland Timbers e trovando la rete del definitivo pareggio al 94'.

## Statistiche
Statistiche aggiornate al 25 agosto 2019.

### Presenze e reti nei club
| Stagione        | Squadra         | Campionato      | Campionato | Campionato | Coppe nazionali | Coppe nazionali | Coppe nazionali | Coppe continentali | Coppe continentali | Coppe continentali | Altre coppe | Altre coppe | Altre coppe | Totale | Totale | Totale |
| Stagione        | Squadra         | Comp            | Pres       | Reti       | Comp            | Pres            | Reti            | Comp               | Pres               | Reti               | Comp        | Pres        | Reti        | Pres   | Reti   |        |
| --------------- | --------------- | --------------- | ---------- | ---------- | --------------- | --------------- | --------------- | ------------------ | ------------------ | ------------------ | ----------- | ----------- | ----------- | ------ | ------ | ------ |
| 2019            | Colorado Rapids | MLS             | 25         | 5          | USCup           | 0               | 0               |                    | -                  | -                  |             | -           | -           | 25     | 5      |        |
| Totale carriera | Totale carriera | Totale carriera | 25         | 5          |                 | 0               | 0               |                    | -                  | -                  |             | -           | -           | 25     | 5      |        |

## Palmarès

### Individuale
- Miglior giovane della Major League Soccer: 1

2019